# Rebbachisauroidea
De Rebbachisauroidea zijn een groep dinosauriërs behorend tot de Diplodocoidea.
In 2007 definieerde Sebastián Apesteguía een nieuwe klade Rebbachisauroidea als: de groep bestaan de uit de laatste gemeenschappelijke voorouder van Histriasaurus boscarollii, Rebbachisaurus garasbae Lavocat  1954, Limaysaurus tessonei Calvo and Salgado 1995, en het fossiel MACN PV N35; en al zijn afstammelingen. 
Deze definitie wordt als problematisch beschouwd omdat het een klade een taxonnaam geeft met een uitgang die normaliter aan een superfamilie wordt gegeven, terwijl het volgens de huidige inzichten behoort tot een andere groep, de Diplodocoidea, die ook al een naam hebben als van een superfamilie. Daarbij is fossiel MACN PV N35 het bedoelde holotype van een nog te beschrijven soort. Erger is het dat alle bekende vormen tot de Rebbachisauridae behoren, een groep die alleen nog als stamklade is gedefinieerd zodat zij omvattender is dan de nodusklade Rebbachisauroidea — en dat terwijl volgens het traditionele taxonomische rangenstelsel een superfamilie omvattender is dan een familie.